# Castel Porziano
Castel Porziano è la ventinovesima zona di Roma nell'Agro romano, indicata con Z. XXIX.
Il toponimo indica anche una frazione di Roma Capitale e la zona urbanistica 13X del Municipio Roma X.

## Geografia fisica

### Territorio
La zona è interamente adibita a riserva naturale nella quale si estende la tenuta presidenziale di Castelporziano, una delle tre residenze ufficiali del presidente della Repubblica Italiana.
Si trova nell'area sud del comune, esternamente al Grande Raccordo Anulare, separata dal complesso cittadino.
La zona confina:
- a nord con la zona Z. XXVIII Tor de' Cenci[1]
- a est con la zona Z. XXVI Castel di Decima[2]
- a sud-est con il comune di Pomezia
- a sud-ovest con il mar Tirreno
- a ovest con il quartiere Q. XXXV Lido di Castel Fusano[3] e la zona Z. XXX Castel Fusano[4]
- a nord-ovest con la zona Z. XXXIII Acilia Sud[5]

La zona urbanistica confina:
- a nord con la zona urbanistica 12G Spinaceto
- a est con le zone urbanistiche 12H Vallerano-Castel di Leva, 12I Decima e 12M Castel Romano
- a sud-est con il comune di Pomezia
- a sud-ovest con il mar Tirreno
- a ovest con le zone urbanistiche 13H Castel Fusano, 13I Infernetto e 13D Palocco
- a nord-ovest con la zona urbanistica 13A Malafede

## Monumenti e luoghi d'interesse

### Architetture civili
- Casali di Capo Cotto, su via di Pratica. Casali del XV secolo. 41.687536°N 12.447867°E
- Castello e Borgo di Castelporziano. Casali del XIX secolo. 41.74384°N 12.400115°E

La struttura nasce come fortificazione attorno al X-XI secolo. Prende l'aspetto attuale nel XIX secolo (1823-72) ad opera della famiglia Grazioli.

### Architetture religiose
- Chiesa di Santa Maria del Soccorso e San Filippo Neri a Castelporziano. Chiesa del XV secolo.

È compresa nel Borgo di Castelporziano.

### Siti archeologici
- Villa di Grotte di Piastra, nella tenuta di Castelporziano (via Severiana). Villa marittima del I secolo a.C. 41.707238°N 12.379651°E

Villa marittima residenziale e termale, anticamente ubicata sulla via Severiana.
- Villa di Publio Terenzio, su via di Pratica. Villa del I secolo a.C. 41.686359°N 12.449073°E
- Villa del Discobolo, nella tenuta di Castelporziano (via Severiana). Villa marittima del II secolo.

Villa marittima residenziale e termale, anticamente ubicata sulla via Severiana.

### Aree naturali
- Riserva statale della Tenuta presidenziale di Castelporziano. 41.712018°N 12.397323°E
- Riserva naturale di Decima-Malafede, area compresa fra via Pontina e via di Pratica. 41.697398°N 12.452053°E

## Musei
- Museo Storico archeologico. 41.74384°N 12.400115°E

Allestito nel Castello e nel borgo di Castelporziano.

## Geografia antropica

### Urbanistica
Nel territorio di Castel Porziano si estende l'omonima zona urbanistica 13X e la zona urbanistica 12M Castel Romano.

## Cultura
Castel Porziano è famosa per aver ospitato, nel 1979, la prima e unica edizione del Festival Internazionale dei Poeti, che radunò circa 30mila persone. Tra i presenti c'erano Dario Bellezza, William S. Burroughs, Ignazio Buttitta, Victor Cavallo, Giuseppe Conte, Gregory Corso, Corrado Costa, Maurizio Cucchi, Milo De Angelis, Diane di Prima, Evgenij Aleksandrovič Evtušenko, John Giorno, Lawrence Ferlinghetti, Allen Ginsberg, Brion Gysin, Giorgio Manacorda, Dacia Maraini, Nico Orengo, Aldo Piromalli, Fernanda Pivano, Antonio Porta, Jacqueline Risset, Amelia Rosselli, Maria Luisa Spaziani, Sebastiano Vassalli, Cesare Viviani e Valentino Zeichen.